# Paul Aaron
Paul Aaron, né le 23 avril 1943, est un producteur, réalisateur et scénariste américain.

## Filmographie

### Comme réalisateur

#### Cinéma
- 1978 : A Different Story (en)
- 1979 : A Force of One
- 1981 : Imperial Navy
- 1983 : Deadly Force
- 1985 : Maxie
- 1987 : Morgan Stewart's Coming Home

#### Télévision
- 1979 : Miracle en Alabama (téléfilm)
- 1981 : Thin Ice (téléfilm)
- 1982 : Maid in America (téléfilm)
- 1984 : When She Says No (téléfilm)
- 1987 : L'Affaire du golfe du Tonkin (In Love and War) (téléfilm)
- 1988 : Save the Dog! (téléfilm)
- 1994 : Untamed Love (téléfilm)

### Comme producteur

#### Cinéma
- 1991 : Les Aventures de Bill et Ted (Bill & Ted's Bogus Journey) (coproducteur)
- 1999 : Gangsta Cop (In Too Deep)

#### Télévision
- 1986 : Casebusters (téléfilm)
- 1988 : Save the Dog! (téléfilm)
- 1993 : Laurel Avenue (téléfilm)
- 1995 : Under One Roof (série télévisée)
- 1996 : Grand Avenue (téléfilm)

### Comme scénariste
- 1999 : Gangsta Cop (In Too Deep)